# Yufka
Yufka é massa filo que se utiliza tanto para a elaboração de doces turcos, como a baklava como para cozinhar vários tipos de börek. Se a massa for cozinhada levemente sobre uma grelha (em turco: sac), recebe o nome de "sac ekmeği" (pão de grelha) ou yufka ekmeği (pão de yufka), que é um pão achatado de corrente na culinária da Turquia. Geralmente é elaborado de forma especial com farinha de trigo, água e sal comum, em unidades redondas e planas de 40-50 cm de diâmetro. Estes pães costumam pesar aproximadamente 150-200 g. Este tipo de pão é usado frequentemente na elaboração dos "dürüm", embora este produto caseiro tradicional cada vez se use menos, ao contrário do "lavaş", outro pão achatado comum na Turquia e na região que forma a vizinhança deste país.
A yufka passou para os idiomas ocidentais como filo ("folha" em grego) durante a época otomana.

## Importância cultural
Em muitas comunidades do Azerbaijão, Irão, Cazaquistão, Quirguistão e Turquia, a prática tradicional generalizada de fabricar e partilhar um pão cumpre funções sociais que permitiram a sua prática perdurar. No seio das famílias há pelo menos três pessoas que geralmente participam no fabrico deste pão chamado lavash, katyrma, jupka ou yufka, dependendo do país. Cada um deles desempenha um papel diferente na preparação e cozedura do alimento. Nas áreas rurais é o bairro inteiro que o fabrica e partilha. Este tipo de pão também é preparado e cozido em padarias tradicionais. Cozido em fornos de barro ou de pedra enterrados no solo (tandyrs ou tanūrs), placas de metal (sājs) ou caldeirões (kazans), o pão achatado é partilhado diariamente e por ocasião das celebrações de nascimentos, casamentos, festivais, funerais ou serviços religiosos. No Azerbaijão e Irão é colocado sobre os ombros dos noivos ou esfarelado sobre as suas cabeças para pedir prosperidade para os recém-casados, enquanto na Turquia é oferecido ao novo casal. No Cazaquistão o pão é preparado para funerais, porque há uma crença de que este protege o julgamento divino do falecido, enquanto no Quirguistão se presume ser a distribuição de pão que irá garantir aos mortos uma melhor estadia no além. A prática cultural passa de mestres para aprendizes ou no seio das famílias e é uma expressão de hospitalidade, solidariedade e de certas crenças que simbolizam a partilha por comunidades das raízes culturais e reforço do sentimento de pertença dos seus membros.
Em 30 de novembro de 2016 foi aceite a proposta conjunta de Azerbaijão, Cazaquistão, Irão, Quirguistão e Turquia de incluir o fabrico tradicional deste pão conhecido como lavash, katyrma, jupka ou yufka (segundo o país) na lista representativa do Património Cultural Imaterial da Humanidade da UNESCO